# David Beovič
David Beovič, slovenski skladatelj in pedagog, * 28. februar 1977, Kranj

## Življenjepis
Osnovno šolo je obiskoval v Žireh, prav tako glasbeno šolo (klarinet in klavir). Obiskoval je gimnazijo v Škofji Loki in Srednjo glasbeno šolo v Ljubljani (teoretska smer). 
Po maturi se je leta 1995 vpisal na Teološko fakulteto v Ljubljani in leto kasneje na študij kompozicije na ljubljanski Akademiji za glasbo. Dve leti je študiral pri prof. Marijanu Gabrijelčiču (1940-1998). S študijem kompozicije je nadaljeval v razredu prof. Pavla Mihelčiča. Leta 2000 je diplomiral na Akademiji za glasbo in leto kasneje na Teološki fakulteti. 
Leta 2008 je zaključil magistrski študij teologije. 
Od leta 2001 je zaposlen kot profesor glasbe na Gimnaziji Antona Aškerca v Ljubljani in Gimnaziji Jurija Vege v Idriji. Poučuje tudi solfeggio in glasbeni stavek na srednji stopnji Glasbene šole v Celju (I. Gimnazija v Celju).

## Glasba
Beovičeva dela so izvajali v številnih slovenskih krajih, več del je bilo izvedenih tudi v tujini (Trst, Innsbruck, Bukarešta, Berlin, New York, Luzern, Atlanta, Benetke, Linz, Varna…). Skladbe so izvajali v okviru številnih festivalov (Ljubljanski festival, Glasbeno poletje v Mariboru, Svetovni glasbeni dnevi, Noč slovenskih skladateljev, festival Musica Danubiana, Naša pesem, International New Music Week Bucharest, festivala Unicum …). Skladbe izvajajo vrhunski ansambli (ansambel MD7, Orkester Slovenske filharmonije, trio Clavimerata, PAZ Vinko Vodopivec, Trobilni ansambel Akademije za glasbo …) in odlični solisti (Matej Zupan, Luka Einfalt, Thomas Rüedi, Luisa Sello, Matej Grahek, Milko Lazar in drugi). 